# جنبش عدم همکاری (۲۰۲۴)
جنبش عدم همکاری  اعتراضی علیه دولت بنگلادش بود که در چارچوب جنبش اصلاح سهمیه بنگلادش در سال ۲۰۲۴ آغاز شد. تنها خواسته این جنبش استعفای نخست‌وزیر شیخ حسینه و کابینه وی بود.
با این که در آغاز این جنبش محدود به هدف اصلاحات در سهمیه‌های شغل‌های دولتی بود، پس از مرگ چندین نفر از معترضان به صورت یک خیزش توده ای ضد حکومتی درآمد. مسایل در جریان اقتصادی اجتماعی و سیاسی از جمله سوء مدیریت اقتصاد ملی توسط دولت، فساد گسترده مقامات حکومتی، نقض حقوق بشر، اتهام تضعیف اقتدار ملی توسط شیخ حسینه و اقتدارگرایی فزاینده و عقب‌نشینی دموکراتیک مقوم آن شد.
در ۳ اوت ۲۰۲۴، هماهنگ‌کنندگان جنبش دانشجویی ضد تبعیض یک تقاضای یک ماده ای برای استعفا را اعلان کردند و خواستار «عدم همکاری همه‌جانبه» شدند. روز بعد، درگیری‌های خشونت باری آغاز شد که باعث کشته شدن ۹۷ نفر از جمله دانشجویان شد. هماهنگ‌کنندگان خواستار یک راهپیمایی طولانی به داکا برای وادار کردن حسینه از قدرت در ۵ اوت شدند. آن روز، جمعیت زیادی از معترضان رهسپار پایتخت شدند. در ساعت ۲:۳۰ بعد از ظهر به وقت پیش از ظهر، شیخ حسینه استعفا داد و به هند فرار کرد. پس از برکناری او، جشن‌ها و خشونت‌های گسترده‌ای رخ داد که منجر به کشته شدن صدها نفر شد، در حالی که ارتش و رئیس‌جمهور محمد شهاب‌الدین تشکیل دولت موقت را به رهبری محمد یونس، اقتصاددان و برنده جایزه نوبل، اعلام کردند.

## استعفای شیخ حسینه
در ۵ اوت ۲۰۲۴، حدود ساعت ۳:۰۰ بعد از ظهر به وقت محلی (۰۹:۰۰ به وقت گرینویچ)، نخست‌وزیر حسینه استعفا داد و با هلیکوپتر به همراه خواهرش شیخ ریحانه از کشور به هند، بزرگ‌ترین متحد حسینه گریخت، و از طریق آگارتالا وارد دهلی شد. اگرچه او قصد داشت یک سخنرانی ضبط کند، اما فرصت این کار را نیافت. پسر حسینه، سجیب واجد، بعداً گفت که مادرش در اوایل ۳ اوت شروع به بررسی این مسئله کرده بود که آیا استعفا دهد یا خیر، اما تنها توسط بستگان نزدیکش که توسط مقامات ارشد نظامی و پلیس به آن‌ها اصرار شده بود، قانع شد. اینها همچنین گفتند که تصمیم او با تحلیل‌هایی که توسط نهاد امنیتی در جریان ملاقات با او در ۴ اوت ارائه شد، تشدید شد و مشخص شد که آنها دیگر نمی‌توانند امنیت او را تضمین کنند. افسران ارشد پلیس نیز به او هشدار داده بودند که مهمات نیروهایشان تمام شده است.

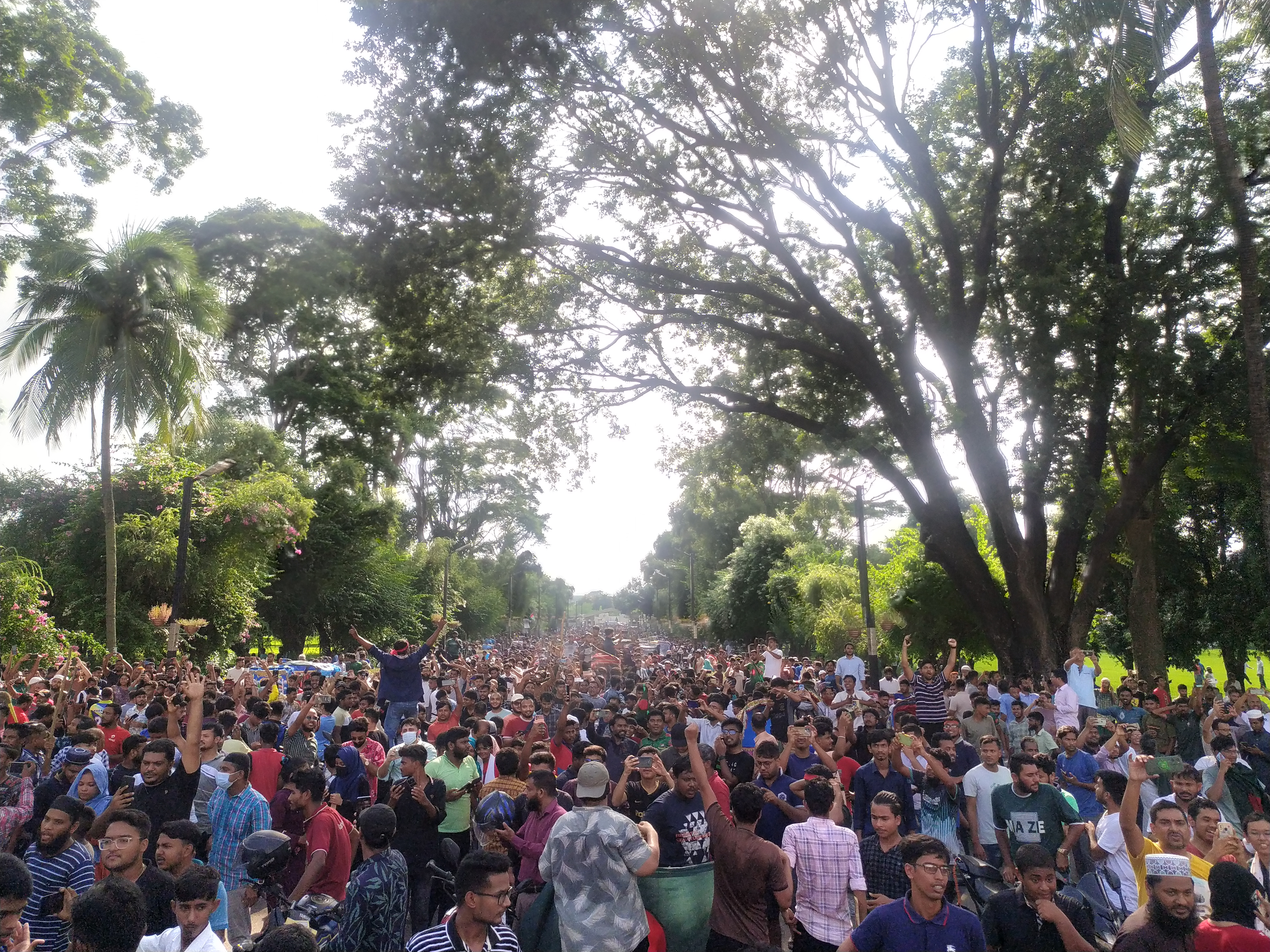
مردمی که گنابابان را اشغال کرده‌اند

## حملات تلافی جویانه علیه عوامی لیگ و پلیس
در همان روزی که حسینه استعفا داد، معترضان مجسمه‌های پدرش شیخ مجیب الرحمن، رئیس‌جمهور سابق بنگلادش را در داکا تخریب کردند. آنها همچنین مقر عوامی لیگ در داکا را نیز به آتش کشیدند. تخریب مجسمه‌های مجیب الرحمن با مجسمه صدام حسین در بغداد در سال ۲۰۰۳ مقایسه شده است. خانه‌ها یا کسب و کارهای چندین رهبر و فعال لیگ عوامی مورد حمله قرار گرفت.  مرکز فرهنگی ایندیرا گاندی که توسط شورای روابط فرهنگی هند اداره می‌شد و محل سکونت شیخ مجیب الرحمن رحمان در دانموندی جایی که او و خانواده اش توسط پرسنل نظامی در سال ۱۹۷۵ ترور شدند، معروف به موزه یادبود بانگباندو، توسط تظاهرکنندگان سوزانده شدند و غارت شدند. دو ایستگاه تلویزیونی طرفدار دولت نیز پس از آتش گرفته شدن توسط تظاهرکنندگان، از جمله ATN Bangla، به اجبار پخش برنامه‌های خود را متوقف کردند. جاتیا سانگساد بابان، که محل پارلمان بنگلادش است، نیز مورد یورش معترضان قرار گرفت که ۴۰ قبضه اسلحه را از نگهبانی ساختمان برداشتند، اگرچه بعداً دانشجویان آن‌ها را پس دادند. خانه قاضی ارشد بنگلادش توسط شورشیانی که از دیوارها بالا رفتند تخریب شد. اقامتگاه شیخ ریحانه در گلشن داکا نیز غارت شد.

### خشونت علیه اقلیت‌ها
خشونت علیه هندوها نیز با کشته شدن کجال روی، عضو شورای هندو از عوامی لیگ در رنگپور رخ داد. املاک، خانه‌ها و معابد متعلق به جامعه هندو سوزانده، غارت یا تخریب شد. در مجموع، حملات به هندوها در ۳۰ منطقه از جمله چیتاگونگ، نتراکونا و فنی رخ داده است.

## یادداشت
1. ↑  بنگالی: অসহযোগ আন্দোলন; also known as the one-point movement (بنگالی: এক দফা আন্দোলন)
2. ↑  از جمله رئیس‌جمهور سابق بنگلادش محمد عبدالحمید،[۲۹] Asaduzzaman Khan,[۳۰] Rezaul Haque Chowdhury, Mashrafe Mortaza,[۳۱][۳۲] Zunaid Ahmed Palak, MP Shafiqul Islam Shimul,[۳۳] Sadhan Chandra Majumder and MP in Naogon,[۳۴] Ajmeri Osman,[۳۵] A. K. M. Bahauddin,[۳۶] Anisul Huq,[۳۷] Shahin Chakladar[۳۸] Nazmul Hassan,[۳۹] an Upazila chairman in Jhenaidah,[۴۰] four Jubo League activists in Chuadanga,[۴۱] Selim Khan[۴۲] Serniabat Sadiq Abdullah[۴۳] Shajahan Khan and AFM Bahauddin Nasim,[۴۴] Sheikh Rehana and Mustafa Kamal,[۴۵] Shirin Sharmin Chaudhury,[۴۶] two former MPs in Magura,[۴۷] Amir Hossain Amu[۴۸]